# Hydroporus sardomontanus
Hydroporus sardomontanus là một loài bọ cánh cứng trong họ Bọ nước. Loài này được Pederzani, Rocchi & Schizzerotto miêu tả khoa học năm 2004.